# Gletsjerspleet

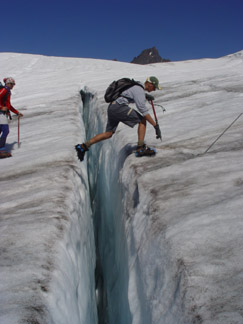
Een gletsjerspleet in de Easton gletsjer op Mount Baker, die deel uitmaakt van de Cascade Range in de Verenigde Staten.

Een gletsjerspleet, ook wel een crevasse genoemd, is een verticale of nagenoeg verticale splijting van een gletsjer. Een spleet kan tientallen meters diep en breed worden en een lengte kennen van enkele honderden meters. De grootte van de spleet is vaak afhankelijk van de hoeveelheid vloeibaar water in de gletsjer. Door het water kan de snelheid waarmee de gletsjer naar beneden beweegt worden verhoogd.

## Typen
Er bestaan verschillende soorten gletsjerspleten, waaronder:
- Een gletsjerspleet die ontstaat wanneer de vallei waardoor de gletsjer stroomt plaatselijk steiler wordt. Het ijs moet over een convexe vorm glijden waarbij het ijs aan het oppervlak een langere weg moet afleggen dan aan de bodem. De gletsjer breekt open. Een gletsjerbreuk ontstaat op deze plek en zal daar blijven waarbij telkens nieuwe spleten ontstaan. Deze spleten kunnen zich in principe weer (gedeeltelijk) sluiten wanneer het ijs weer afvlakt. Dit is de meest basale vorm van gletsjerspleten.
- Een gletsjerspleet die ontstaat doordat het centrale gedeelte van de gletsjer sneller naar beneden glijdt dan de zijkanten, waardoor scheuren ontstaan.
- Een gletsjerspleet in de stromingsrichting, die ontstaat wanneer het dal breder wordt en de druk vanaf de zijkanten wegvalt.
- Een gletsjerspleet die ontstaat doordat meerdere gletsjerstromen elkaar kruisen.

## Galerij

Foto's van gletsjerspleten
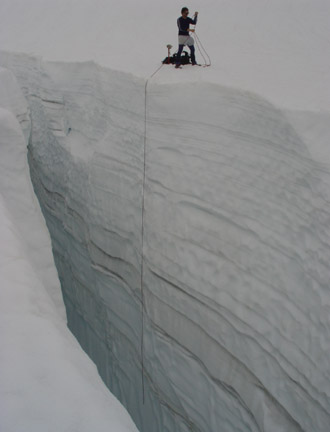
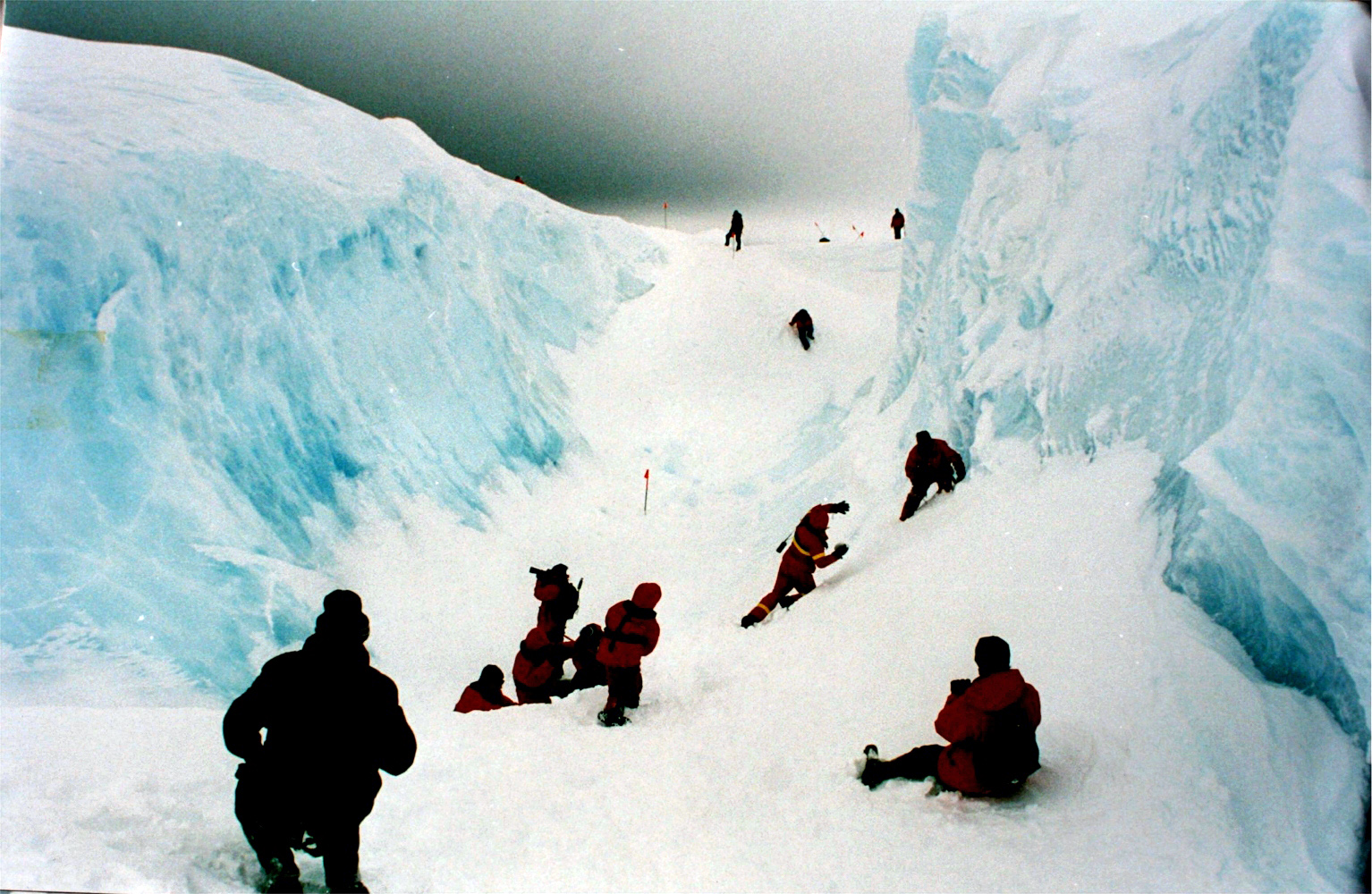
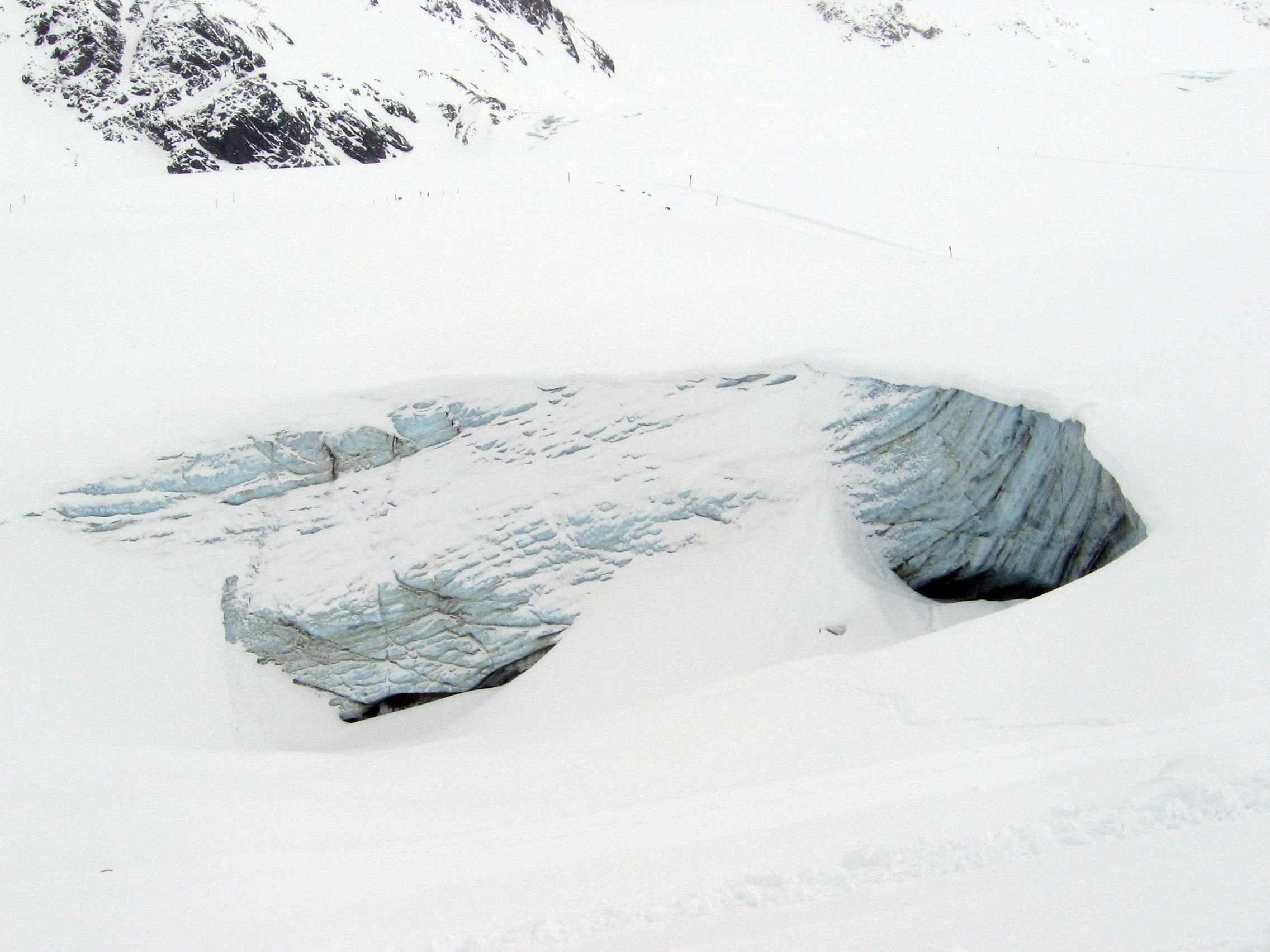
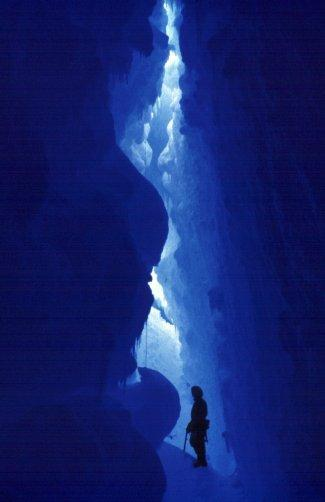